# Mary Boyce
Mary Boyce, född 2 augusti 1920 i Darjeeling i Västbengalen, död 4 april 2006, var en brittisk religionsvetare och världens ledande autkoritet på zoroastrismen. Hon var även specialist på iranska språk. Royal Asiatic Societys "Boyce Prize" inom religionsvetenskapen är uppkallat efter henne. Boyce avlade sin doktorsexamen i orientaliska studier 1952 vid Cambridge University och var därefter verksam vid SOAS i London som forskare och professor.

## Verk
- 1954, The Manichaean hymn-cycles in Parthian (London Oriental Series, Vol. 3). London: Oxford University Press.
- 1975, A History of Zoroastrianism, Vol. 1 (Handbuch der Orientalistik Series). Leiden: Brill; Repr. 1996 as A History of Zoroastrianism: Vol 1, The Early Period.
- 1977, Zoroastrianism: The rediscovery of missing chapters in man's religious history (Teaching aids for the study of Inner Asia). Asian Studies Research Institute: Indiana University Press.
- 1977, A Persian Stronghold of Zoroastrianism. London: Oxford University Press; Repr. 2001
- 1978, A Reader in Manichaean Middle Persian and Parthian (Acta Iranica Monograph Series). Leiden: Brill.
- 1979, Zoroastrians: Their Religious Beliefs and Practices (Library of religious beliefs and practices). London:Routledge/Kegan Paul; Corrected repr. 1984; repr. with new foreword 2001.
- 1982, A History of Zoroastrianism, Vol. 2 (Handbuch der Orientalistik Series). Leiden: Brill. Repr. 1996 as "A History of Zoroastrianism: Vol 2, Under the Achaemenians".
- 1984, Textual Sources for the Study of Zoroastrianism (Textual Sources for the Study of Religion). London:Rowman & Littlefield.

Repr. 1990
- 1987, Zoroastrianism: A Shadowy but Powerful Presence in the Judaeo-Christian World. Friends of Dr. Williams: London.
- 1988, "The religion of Cyrus the Great", in A. Kuhrt and H. Sancisi-Weerdenburg Achaemenid History III: Method and Theory, Leiden: Brill.
- 1991, A History of Zoroastrianism: Vol. 3, Zoroastrianism Under Macedonian and Roman Rule (Handbuch der Orientalistik Series). With Frantz Grenet, Leiden: Brill.
- 1992, Zoroastrianism: Its Antiquity and Constant Vigour (Columbia Lectures on Iranian Studies, No 7). Cosa Mesa: Mazda.

Utkommer inom kort: A History of Zoroastrianism: Vols 5-7, under the editorship of Albert de Jong.